# Sylvain Calzati

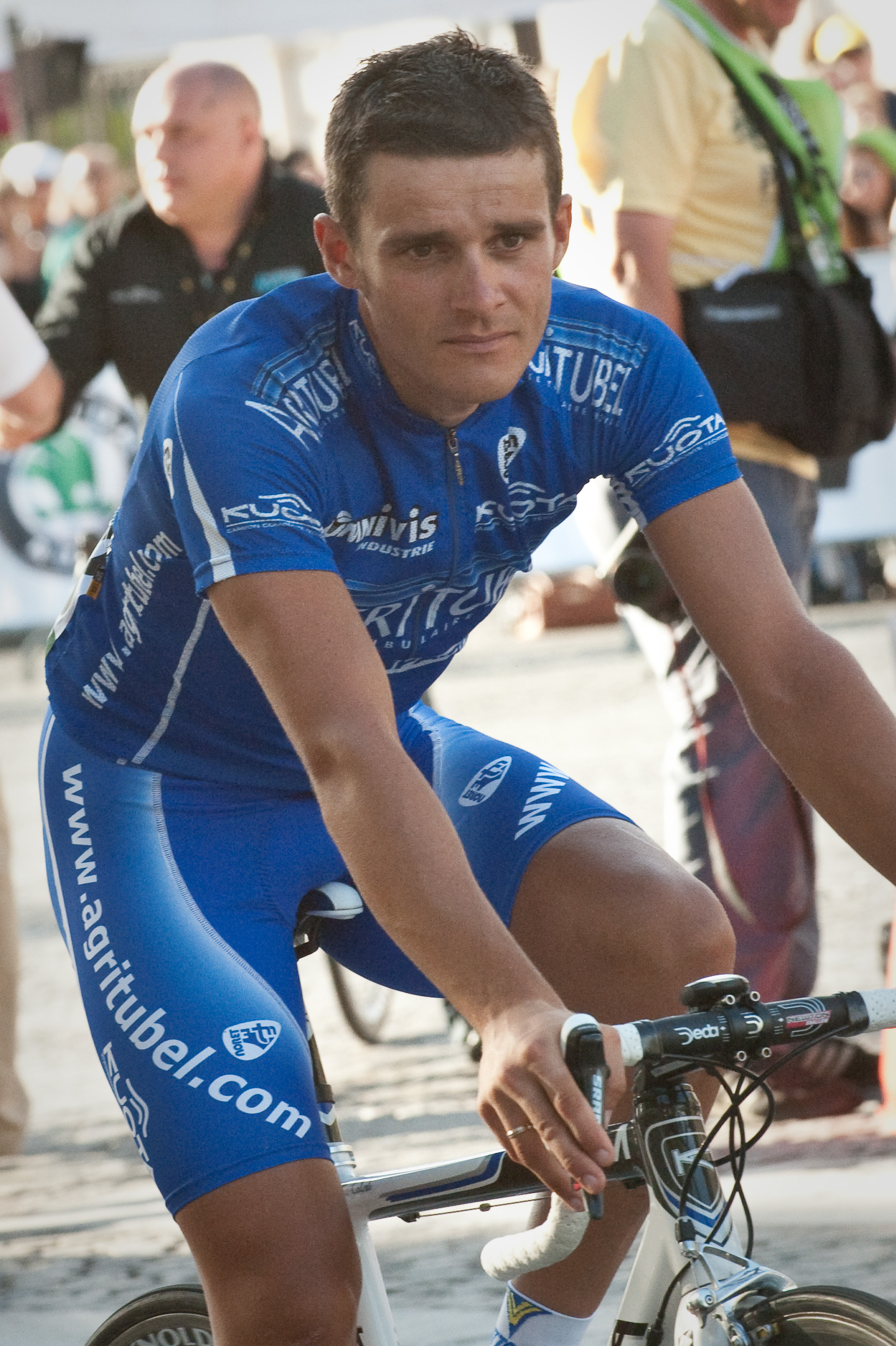
Sylvain Calzati bei der Tour de France 2009

Sylvain Calzati (* 1. Juli 1979 in Lyon, Frankreich) ist ein ehemaliger französischer Radrennfahrer.
Sylvain Calzati war zwischen 2003 und 2011 bei verschiedenen Teams als Radsportler aktiv. Die größten Erfolge seiner Laufbahn waren der Sieg bei der Tour de l’Avenir im Jahre 2004 sowie der Gewinn der achten Etappe bei der Tour de France 2006.
Ende der Saison 2011 beendete Calzati seine Karriere als aktiver Berufsradfahrer.

## Erfolge
2001
- eine Etappe Tour de Gironde

2002
- Route du Pays Basque

2004
- Gesamtwertung Tour de l’Avenir

2006
- eine Etappe Tour de France

## Grand-Tour-Platzierungen
| Grand Tour            | 2004 | 2005 | 2006 | 2007 | 2008 | 2009 | 2010 | 2011 |
| --------------------- | ---- | ---- | ---- | ---- | ---- | ---- | ---- | ---- |
| Giro d’ItaliaGiro     | –    | –    | 79   | –    | –    | –    | –    | –    |
| Tour de FranceTour    | 71   | DNF  | 34   | DNF  | –    | 55   | –    | –    |
| Vuelta a EspañaVuelta | –    | –    | –    | –    | –    | –    | –    | –    |

## Teams
- 2002 Jean Delatour
- 2003 Barloworld
- 2004 Oktos
- 2004 R.A.G.T. Semences
- 2005 Ag2r Prévoyance
- 2006 Ag2r Prévoyance
- 2007 Ag2r Prévoyance
- 2008 Ag2r La Mondiale
- 2009 Agritubel
- 2010 Sky Professional Cycling Team
- 2011 Bretagne-Schuller